# Bérengeville-la-Campagne
Bérengeville-la-Campagne is een gemeente in het Franse departement Eure (regio Normandië) en telt 258 inwoners (1999). De plaats maakt deel uit van het arrondissement Évreux.

## Geografie
De oppervlakte van Bérengeville-la-Campagne bedraagt 9,3 km², de bevolkingsdichtheid is 27,7 inwoners per km².
De onderstaande kaart toont de ligging van Bérengeville-la-Campagne met de belangrijkste infrastructuur en aangrenzende gemeenten.

## Demografie
Onderstaande figuur toont het verloop van het inwonertal (bron: INSEE-tellingen).